# Dinothrombium
Dinothrombium – rodzaj roztoczy z kohorty Trombidiformes i rodziny lądzieniowatych.
Rodzaj ten został opisany w 1910 roku przez Anthoniego Cornelisa Oudemansa.
Larwy mają nogogłaszczki z rozdwojonymi pazurkami, jedną długą i owłosioną szczecinką na każdej stopie i bez szczecinek na kolanach. Ostrza ich szczękoczułek są sierpowato zakrzywione. Mają mniej niż 30 szczecin grzbietowych i mniej niż 20 brzusznych na hysterosomie. Na tarczce prodorsalnej znajdują się 3 pary szczecinek i 1 para szczecin zmysłowych. Trzecia para szczecinek zwykłych położona mniej więcej na wysokości zmysłowych. Proksymalna szczecinka biodrach odnóży pierwszej pary owłosiona. Na biodrach drugiej pary odnóży pojedyncza szczecina dystalna. Kolana odnóży drugiej i trzeciej pary mają po dwa solenidia.
Należą tu gatunki:
- Dinothrombium brevipilum (Berlese, 1910)
- Dinothrombium colhuanum Vitzhum, 1933
- Dinothrombium corpulentum (Berlese, 1910)
- Dinothrombium crassipalpe (Trägĺrdh, 1904)
- Dinothrombium dammermani Vitzhum, 1926
- Dinothrombium dugesi (Trouessart, 1894)
- Dinothrombium eupectum (Leonardi, 1901)
- Dinothrombium gigas (Trouessart, 1894)
- Dinothrombium oparbellae (André, 1949)
- Dinothrombium pandorae (Newell et Tevis, 1960)
- Dinothrombium pedioculatum (André, 1927)
- Dinothrombium southcotti Fain, 1991
- Dinothrombium superbum (Banks, 1910)
- Dinothrombium tarsale (Berlese, 1916)
- Dinothrombium tinctorum (Linnaeus, 1767)
- Dinothrombium trispilum (Berlese, 1916)
- Dinothrombium zarniki (Krausse, 1916)